# MESIT
MESIT holding, a. s. je české holdingové seskupení obchodních společností se sídlem v Uherském Hradišti, které navazuje na činnost československého národního podniku MESIT (zkratka pro Měřící a signalizační technika) s tradicí výroby letecké přístrojové a komunikační techniky sahající do roku 1952.

## Historie
Za účelem přemístění výroby leteckých přístrojů a elektroniky v poválečném Československu mimo Prahu vybrali roku 1949 zástupci závodu PAL Modřany Uherské Hradiště jako vhodné místo pro vybudování nového závodu, který byl pod názvem Aeropal, n. p. Modřany, závod Uherské Hradiště otevřen v květnu 1952 s 280 zaměstnanci.
V roce 1969 se podnik osamostatnil a pod názvem MESIT, n. p., Uherské Hradiště se soustředil především na vývoj a výrobu leteckých přístrojů pro letoun L-39 a L-410 vyráběný v nedalekém podniku Let Kunovice.
V pátek 23. listopadu 1984 došlo v areálu podniku MESIT ke zřícení části výrobní haly z roku 1952 zapříčiněnému rozpadem konstrukce z hlinitanového betonu, které způsobilo smrt 18 osob a zranění čtyřech desítek dalších.
Po roce 1989 byl podnik zprivatizován a roku 1993 vznikla akciová společnost MESIT holding a. s., pevně majetkově svázaná s řadou samostatných obchodních společností, které začaly vznikat od roku 1993.
K 1. 1. 2016 došlo k přejmenování všech společností patřících do koncernu MESIT, k tomuto datu zaměstnávala tato skupina 840 zaměstnanců.
V roce 2018 se stal MESIT, společně s firmami ERA, Aircraft Industries a Aero Vodochody, součást skupiny OMNIPOL.
Od roku 2022 začalo probíhat slučování firem do divizí, které umožní poskytovat zákazníkům komplexní služby a zajistí vývoj i výrobu kompletního produktu v jednom areálu. 

### Název
- 1952: Aeropal, n. p. Modřany, závod Uherské Hradiště
- 1953: Aeropal, n. p. Uherské Hradiště
- 1955: Hradišťan, n. p. Uherské Hradiště
- 1958: Vltavan, n. p. Modřany, závod Uherské Hradiště; Mikrotechna, n. p. Modřany, závod Uherské Hradiště
- 1968: Mikrotechna, n. p. Uherské Hradiště
- 1969: MESIT, n. p. Uherské Hradiště
- 1988: MESIT, k. p. Uherské Hradiště
- 1991: MESIT, a. s. Uherské Hradiště
- 1993: MESIT holding a. s.
- 2016: MESIT holding, a.s.

## Struktura
Koncernové uskupení MESIT zahrnuje následující dceřiné společnosti:
- MESIT asd, s.r.o. – vývoj a výroba přístrojů a systémů pro nejnáročnější odvětví – letectví, obranný průmysl, dopravní a časoměrná technika

- DICOM, s.r.o. - výzkum a vývoj (R&D) taktických radiokomunikačních systémů

- MESIT machinery, a.s. – výroba přesných mechanických dílů

Slévárna – výroba odlitků metodou vytavitelného voskového modelu
CNC obrábění – frézování, soustružení, broušení
Galvanizace – eloxování, konverzní povlaky, stříbření, niklování, chemické niklování, cínování, mědění
- MESIT Facility Management, s.r.o. – ochrana životního prostředí, pronájmy výrobních a skladovacích prostor, správa infrastruktury pro výrobu

- MESIT střední škola, o.p.s. – elektrotechnické a strojírenské obory, obory s výučním listem i maturitou, nástavbové studium